# Bornholms historia
Bornholms historia. Bornholms äldsta namn, Burgundarholm, är förmodligen bildat av borg (ett högt, befäst ställe) och holm (ö); att det skulle härröra från ett ursprungligt bebyggande av burgunder är en obestyrkt gissning. Från förhistorisk tid erbjuder Bornholm många egendomligheter; ön verkar ha blivit befolkad först under den yngre stenåldern och då endast vid kusterna. Bebyggandet av dess inre däremot dateras till bronsåldern. 

## Gott om fornminnen
Från denna tid är de så kallade "röser", kretsformiga, lågvälvda stenhopar, täckta av ett tunt lager ljung; av sådana gravar finns ännu ett par tusen. Från den äldre järnåldern är de många "brandpletterne", gruvliknande hålor i jorden med rester av brända lik, i regel samlade till stora gravplatser (undersökta och beskrivna i synnerhet av E. Vedel). Ingenstans i Danmark finns så många hällristningar (omkring 100) och skeppsformiga stensättningar (omkring 25); vidare finns bautastenar (300 är bevarade, men omkring 1 000 är kända genom tidigare uppgifter) och runstenar (40, de flesta från historisk tid).  Även efter Danmarks förening under en konung hade Bornholm sina egna hövdingar eller jarlar, således under Harald Blåtand Vesete, som var far till jomsvikingarna Bue digre och Sigurd Kappe samt genom sin dotter Torgunnas äktenskap med Palnatokes son Aki (Åke eller Aage), morfar till Vagn Åkesson. Under Knut den helige var Egil Ragnarsson (Blod-Egil) jarl, tills han blev avrättad för sjöröveri.

## Kristendomens införande ledde till många strider
Kristendomen verkar ha blivit införd först under Sven Estridsson. 1149 tvingades Sven Grathe avstå tre av öns fyra härad till ärkebiskopsstolen i Lund, och omkring 1260 uppförde ärkebiskop Jacob Erlandsson slottet Hammershus på öns norra spets. Under de följande stridigheterna mellan konungarna och ärkebiskoparna blev slottet upprepade gånger intaget och återtaget. 1327 kom även det fjärde (västra) häradet till ärkestiftet. I kriget mellan konung Hans och lybeckarna blev Bornholm år 1510 svårt härjat av dessa, och 1522 intog de till och med Hammershus. Samtidigt hade Kristian II tvingat ärkebiskopen att avstå ön till kronan, men hans efterträdare Fredrik I lämnade den 1527 till lybeckarna på 50 år, till tack för den hjälp, som de gett honom. 1536 blev lybeckarnas besittningstid ytterligare förlängd, men likväl indrog Fredrik II 1576 ön till kronan och gjorde alltså slut på hanseaternas förtryck.

## Digerdöden på 1300-talet och pesten på 1600-talet
Bornholm blev under medeltiden svårt drabbat av digerdöden, dess befolkning dog nästan ut omkring 1350, och under 1600-talet ryckte pesten bort många människor (1618 omkring 5 200 och 1653–54 omkring 4 500, det vill säga en tredjedel av befolkningen, som 1648 anses ha varit 12 700).

## Har tillhört Sverige
Under kriget 1645 intogs Bornholm av den svenske generalen Carl Gustaf Wrangel (Bornholm var denna gång svenskt 17 juni till 31 oktober). Som kommendant på ön insattes en överstelöjtnant John Bordon, en av de många skottar som under trettioåriga kriget tjänade i svenska armén. Snart därefter slöts freden i Brömsebro, enligt vilken Bornholm skulle återlämnas till Danmark. Men det dröjde ännu några månader innan ön togs i besittning av danska myndigheter, och under tiden hann Bordon med att utkräva olagliga skatter. Då bönderna inte var villiga att erlägga skatterna skickade han ut dragoner som fängslade och misshandlade de trilskande.
I Roskildefreden tvingades Danmark åter avstå ön, tillsammans med de skånska landskapen, till Sverige. Under mellantiden hade Bornholmsborna svårt hemsökts av missväxt och pest. Folkmängden hade minskat från 13 000 till 8 000, och dessa levde till stor del i fattigdom. Nu befarade de ett upprepande av 1645 års lidanden. Det främmande herraväldet, särskilt utskrivningen och bortförandet av 400 man till de svenska härarna i Tyskland och Livland, mötte upprördhet bland invånarna, och då kriget åter brutit ut mellan Danmark och Sverige, ingicks en sammansvärjning under ledning av prästen Poul Ancher och kapten Jens Kofod. De lyckades den 8 december överrumpla den svenske befallningsmannen, överste Johan Printzensköld, i Rønne och ta honom till fånga (under ett försök till flykt sköts han), och nästa dag blev den kring ön spridda besättningen övermannad och likaledes garnisonen på Hammershus lockad till dagtingan. Endast ett halvt tjog svenskar omkom, och den senare sägnen om en överenskommen fullständig nedsabling ("den stora svinslakten") är ett påhitt. Fångarna stannade mestadels på ön som arbetare åt bönderna. Efter frigörelsen förklarade sig ön tillhöra konungen av Danmark, vilken också vid freden 1660 återfick den och till lön för invånarnas trohet gav dem vissa förmåner (lägre skatt, rätt att få domar prövade direkt av Højesteret, frihet från värnplikt utanför ön). Den sista av dessa förmåner upphävdes 1867, men så, att lantvärnstjänstgöringen äger rum i "Bornholms væbning", som består av dels fotfolk, dels artilleri, en ombildning av den milis som Kristian IV upprättade 1624. I december 1678 strandade en svensk flotta på 25 skepp, som förde trupper tillbaka från Tyskland, på Bornholms västkust, varvid 1 200 man omkom och 3 000 räddades, och i november 1679 drabbade samma olycka en annan svensk flotta, som skulle föra trupper till Tyskland; alla dess omkring 3 000 man antingen drunknade eller dog strax efter att ha kommit i land.

## Skådeplats för flera sjöslag
Utanför Bornholm har flera sjöslag utkämpats. Ett sådant stod 9 juni 1535. Svenska flottan under Måns Svensson Some med 11 skepp (varibland den välkända "Stora kraveln" med 1 300 mans besättning) anföll tillsammans med danska och preussiska skepp Lübecks flotta om 9 skepp och 14 smärre krigsfartyg samt jagade undan dem till Öresund. Förlusterna efter slaget var på båda sidor obetydliga, men kort efteråt erövrade den förenade flottan 9 lybska skepp jämte 5 engelska, som kommit dem till undsättning.
Ett annat sjöslag utkämpades där 30 maj 1563 mellan en svensk flotta om 12 skepp under Jakob Bagge och en jämnstark dansk flotta under Jakob Brockenhusen. Krig var ej förklarat, men danskarna anföll och blev så illa tilltygade, att de blev tvungna att lämna sitt amiralsskepp tillsammans med två andra skepp i svenskarnas händer. Brockenhusen och över 600 man blev tillfångatagna.
Ett tredje sjöslag stod 7 juli 1565 nära Bornholm mellan den omkring 50 skepp starka svenska flottan under Klas Kristersson Horn och en förenad dansk-lybsk flotta under Otte Rud. Striden var mycket hårdnackad och slutade med fullständig seger för svenskarna. De allierade förlorade omkring 4 000 man och 6 skepp, av vilka 3 sjönk och 3 erövrades. Svenskarnas förluster utgjordes av 3 skepp samt närmare 1 000 man döda och sårade.

## Andra världskriget

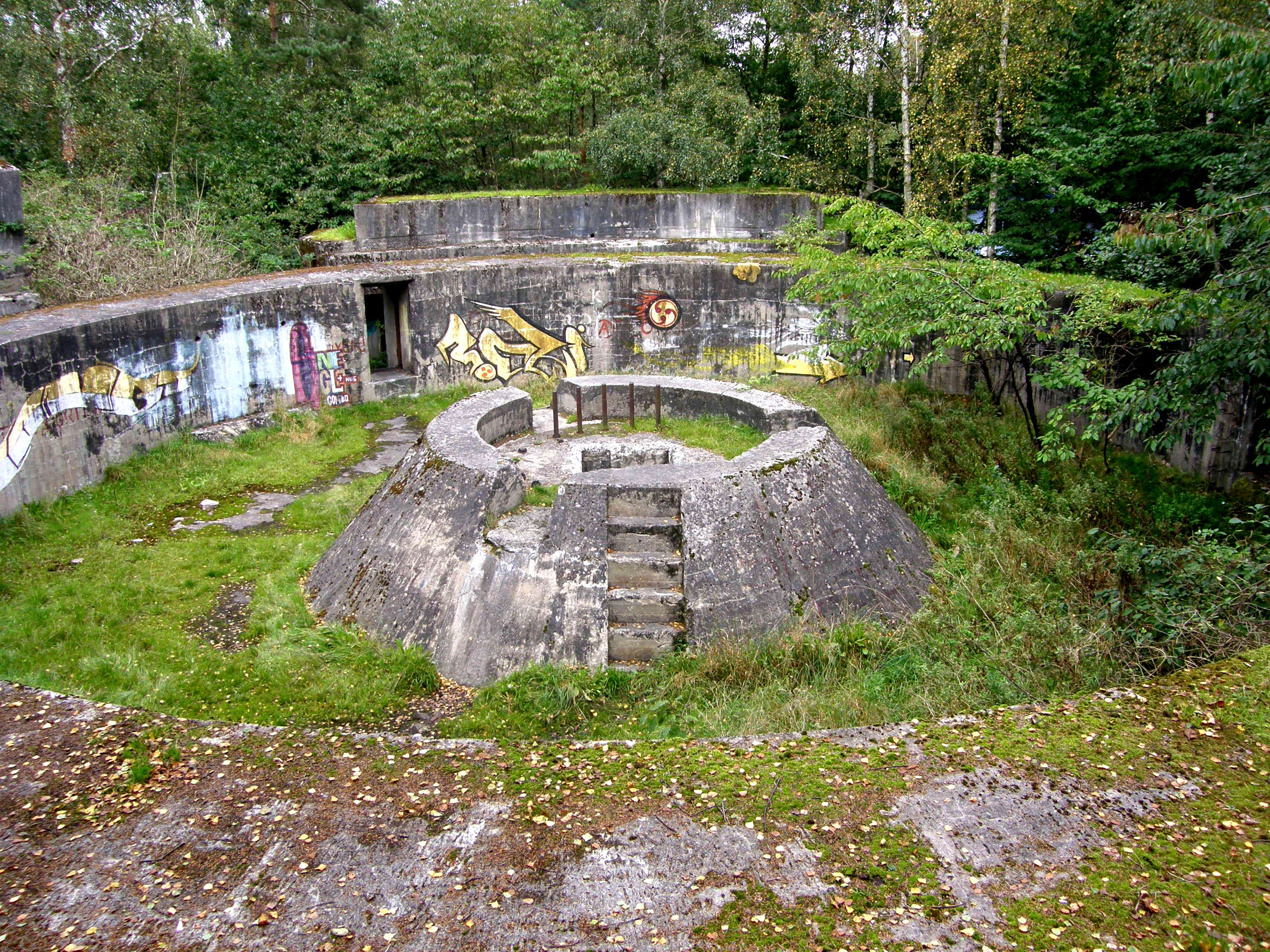
Ett av kanonfundamenten vid Dueodde

Bornholm, som en del av Danmark, ockuperades av Tyskland relativt tidigt under andra världskriget, och fungerade som utkikspunkt under kriget. Öns perfekta centrala position i södra Östersjön gjorde den till ett "naturligt fort" mellan Tyskland och Sverige, vilket effektivt kunde hålla fientliga ubåtar och andra krigsfartyg borta från tyskockuperade vatten. Flera befästningsverk längs med kusten byggdes under kriget, och mycket av kustartilleriet hade mycket lång räckvidd. Dock användes inget av dem och inte ens ett enda provskott avfyrades under ockupationen.
Rønne och Neksø bombades av sovjeterna den 7 och 8 maj 1945. Den tyske kommendanten Gerhard von Kamptz hade - liksom alla tyska soldater i Danmark - blivit beordrad att överlämna sig till de västallierade, och därför nekade han till att kapitulera till sovjeterna. Ön var central för tyskarnas tillbakadragande från östfronten. Bornholmarna blev förvarnade om bombräderna genom nedsläppta flygblad och byarna evakuerades därför på förhand,och enbart tio öbor dog i bombningarna. Dock dog ett okänt antal tyskar och baltiska flyktingar. Efter bombningarna ockuperade sovjeterna Bornholm. Först den 5 april 1946 lämnade de sista sovjetiska trupperna ön efter förhandlingar på högsta ort.